# Ponte Lambro
Ponte Lambro – miejscowość i gmina we Włoszech, w regionie Lombardia, w prowincji Como.
Według danych z 2004 gminę zamieszkiwało 4065 osób; 1355 os./km².

## Miasta partnerskie
- Zawiercie
- Kamieniec Podolski